# بلاغة نسوية

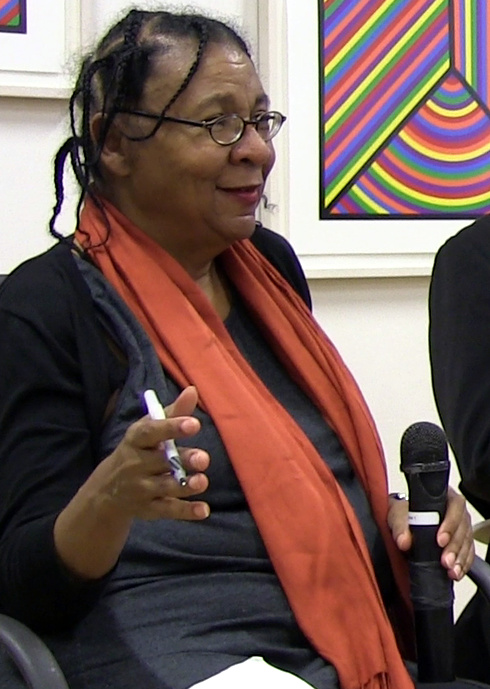
تفاصيل الصورة
مستخدمة في نفس المقالة في لغتين أخرتين: الإنجليزية و الإندونيسية.
اسم الملف:بلاغة نسوية تلقي محاضرته عن البلاغة النسويةتفاصيل الصورة
مستخدمة في نفس المقالة في لغتين أخرتين: الإنجليزية و الإندونيسية.
اسم الملف:

البلاغة النسوية، هي عملية إعداد الخطاب النسوي أو دراسته. ترى جاكلين جونز رويستر البلاغة النسوية باعتبارها مجالًا جديدًا إلى حد ما، وتعتقد بأنها تعمل على جمع كل قصص النساء في نطاق بيداغوجيا الخطاب. يسعى الباحثون في مجال البلاغة النسوية إلى إدخال النساء وقصصهن إلى تاريخ البلاغة، والجمع بين القضايا المرتبطة بالنظرية النسوية والبلاغة، وتقديم نقد بلاغي من منظور نسوي، فضلًا عن هدفهم الأساسي المتمثل في إعلاء الأصوات المهمشة تاريخيًا.

## المحاور

### المنهجية المتّبعة في الدراسات البلاغية
طرح مجموعة من الباحثين مثل جيسيكا إينوك وجاكلين جونز رويستر الفكرة المتمثلة في تغيير آلية التعرف على الأبحاث وتأليفها. يتفق الباحثون في مجال الدراسات البلاغية على وجود عدد كبير من الأصوات والديموغرافيات التي يمكن الاعتماد عليها بغية الحصول على البيانات اللازمة للبحث في هذا المجال. يرى بعض الباحثين أن السبيل لتحقيق هذه الغاية متمثل في طرح التساؤلات التي لم تُطرح من قبل، والإقرار بوجود ثروة من المواد (أو عدم وجودها) في الأرشيفات، بالإضافة إلى التوسع في فكرة الأرشيفات تلك. فُكّكت هذه الأرشيفات وحُللت نقديًا خلال السنوات الأخيرة خارج نطاق المقالات العلمية. يعمل الأكاديميون المعنيون بالبلاغة النسوية على تطوير أساليب ومنهجيات بحثية، وذلك من خلال تضمين أنواع جديدة من الأبحاث الأرشيفية كالكتب السنوية والصحف التي تصدر في البلدات الصغيرة والمواقع الأرشيفية الالكترونية ذات المساهمات الاجتماعية مثلًا.

### القصص العالمية
تُعتبر البلاغة النسوية بمثابة دراسة هدفها إقناع الآخرين –بشكل فعّال- بالاطلاع على الحركات النسائية المعنية بتحقيق المساواة الاجتماعية والسياسية والاقتصادية بين الجندرين. يتجسد الهدف الأساسي الأخر للبلاغة النسوية في توسيع نطاق وجهات النظر والمبادئ البلاغية لتشمل ما هو أبعد من الخطاب المحدود بالولايات المتحدة. يطرح الباحثون في مجال البلاغة النسوية مجموعةً من الأسئلة حول كيفية تقاطع كل من البلاغة والدراسات التأليفية والتغيير الاجتماعي أو تأثرهم بالسياسة والاقتصاد والأديان والثقافات والتعليم. يُعتبر مصطلح «عبر الوطنية» مصطلحًا أساسيًا في هذا المجال، إذ يُعرّف بأنه انتقال ثقافة دولة ما عبر الحدود إلى دولة أخرى. يُستخدم مصطلح «عبر الوطنية» جنبًا إلى جنب مع مصطلحي التهجين الثقافي والتناص، إذ تحافظ هذه المصطلحات على نظرية الثقافات والنصوص والأفكار من خلال دمجها مع بعضها البعض.

### الجندر
تعمل البلاغة النسوية على تمثيل خطاب وأصوات الأشخاص من مختلف الهويات الجندرية، وذلك بما يتجاوز حدود الثنائية الذكورية والأنثوية. يُعتبر خطاب العابرين جندريًا أحد المسائل الأساسية في البلاغة النسوية، إذ ينظر إليه بعض الباحثين على أنه غياب للامتيازات التي يتمتع بها بعض المؤلفين. دعت رويستر وغيرها من الباحثين إلى إجراء بحث يتمحور حول كيفية تأثير ديناميكيات الجندر على التواصل، بما في ذلك البلاغة.

### المجموعات العرقية والإثنية
يُعتبر محور العرق والإثنية أحد المحاور الرئيسية للعديد من الباحثين في مجال البلاغة النسوية. غيّر هؤلاء الباحثون أساليب البحث لتشمل المجموعات العرقية والإثنية العالمية بعيدًا عن المبادئ البلاغية النموذجية. تركز البلاغة النسوية على كيفية تأثير عملية أرشفة الخطاب الثقافي على خلق فهم أفضل لبيداغوجيا أساليب البحث، كخطاب المرأة الأمريكية المكسيكية مثلًا. يُعتبر خطاب المرأة الملونة أحد القضايا البارزة في مجال البلاغة النسوية. «تعمل الباحثة السوداء بصفتها أمينةً على الثقافة البلاغية، وذلك من خلال الكشف عن التنوع الطويل الأمد للأفكار والثقافة والجماليات المرتبطة بالتقاليد الفكرية للمرأة السوداء، بالإضافة إلى الطريقة التي بنت من خلالها النساء السود النظرية وممارساتها في حياتهن اليومية». كتبت بعض الباحثات الملونات عن حاجتهن المُتصورة إلى إخفاء هويتهن عند إفصاحهن عن آرائهن ووجهات نظرهن. خاضت الباحثات الملونات في مجال البلاغة النسوية بعض التجارب التي عبرن فيها عن آرائهن علنًا، لكنهن قوبلن بالاعتراضات أو الرفض بسبب انتمائهن لمجموعة مهمشة. تعمل النظرية البلاغية النسوية على إضفاء الشرعية على الخطاب النسائي الإثني، بالإضافة إلى منحه منبرًا في الأوساط الأكاديمية المرتبطة بدراسات البلاغة والكتابة.[بحاجة لمصدر]